# Rio Muzambo
Rio Muzambo är ett vattendrag i Brasilien.   Det ligger i delstaten Minas Gerais, i den sydöstra delen av landet, 600 km söder om huvudstaden Brasília.
Omgivningarna runt Rio Muzambo är en mosaik av jordbruksmark och naturlig växtlighet. Runt Rio Muzambo är det ganska tätbefolkat, med 100 invånare per kvadratkilometer.